# Cantonul Roquecourbe
Cantonul Roquecourbe este un canton din arondismentul Castres, departamentul Tarn, regiunea Midi-Pyrénées, Franța.

## Comune
- Burlats
- Lacrouzette
- Montfa
- Roquecourbe (reședință)
- Saint-Germier
- Saint-Jean-de-Vals